# Jaroslav Hašek (violinista)
Jaroslav Hašek  (nascut el 1882) no se'n sap quasi res d'aquest músic txec.
Estudià en el Conservatori de Praga amb Otakar Ševčík. El 1903 formà part de l'Orquestra Filharmònica a Helsingfors avui Hèlsinki, i el 1904 de la Filharmònica Txeca a Pàvlovsk (Rússia), i més tard fou nomenat professor de violí a Saràtov al mateix país. Fou un dels violinistes més notables de la primera meitat del segle xx.